# Tuzemský rum

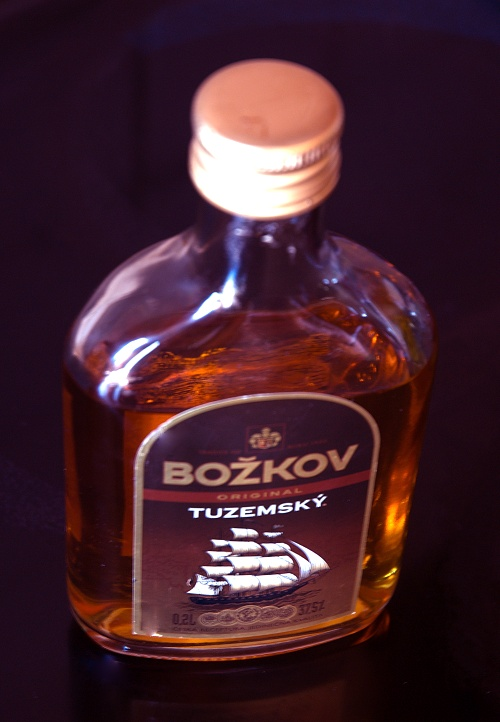
Božkov Tuzemský ve 2decilitrové „placatce“

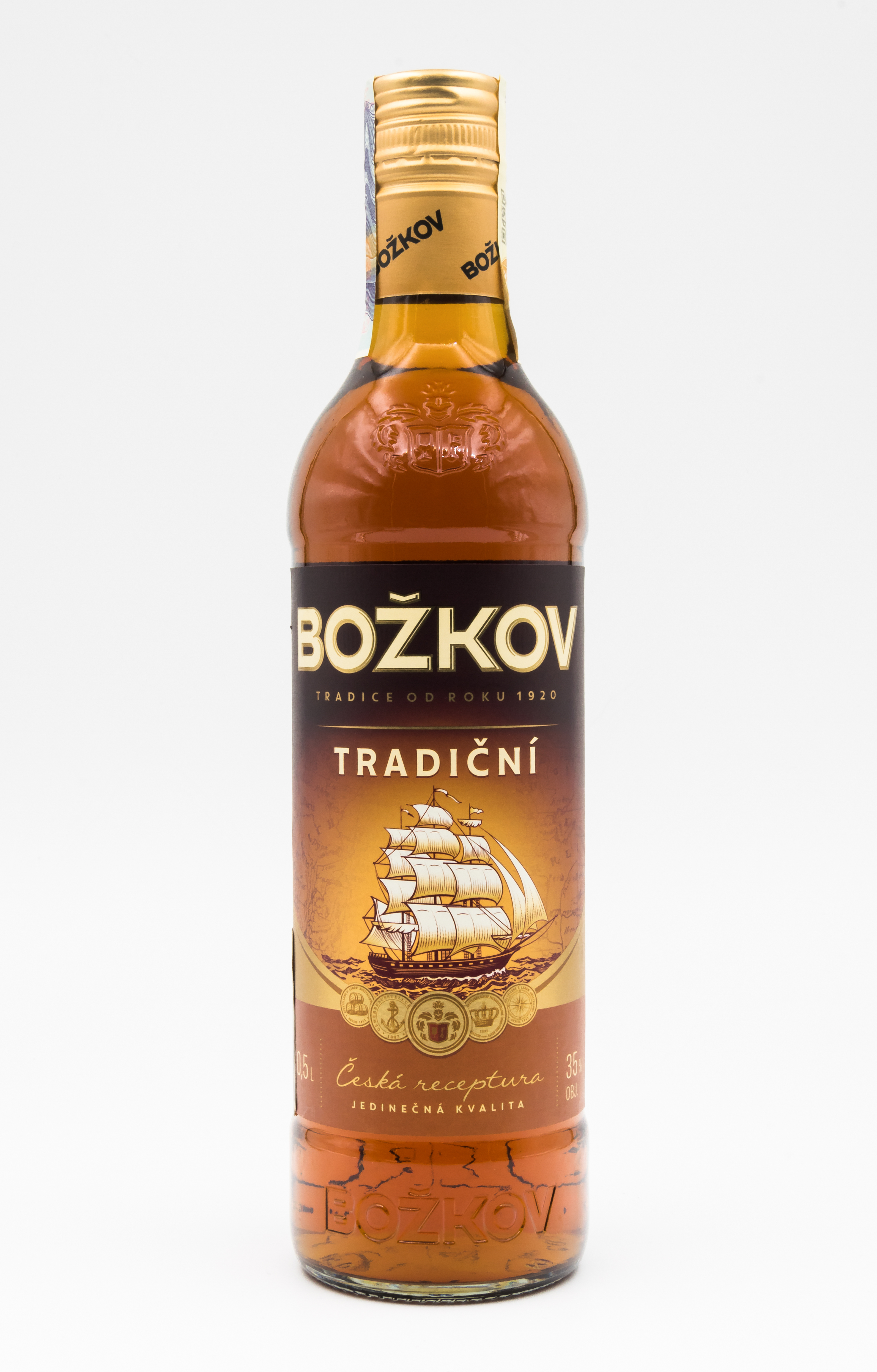
Božkov Tradiční v klasické kulaté půlitrovce

Tuzemský rum, lidově a právně tuzemák je populární tradiční český alkoholický nápoj, respektive lihovina. Je to náhražka pravého rumu, která se vyrábí dochucením zředěného potravinářského lihu rumovou trestí. Česká legislativa stanoví, že „tuzemákem nebo tuzemským [se rozumí] lihovina vyrobená z lihu, vody a rumových aromat anebo rumové tresti, barvená karamelem E 150a nebo též lihovinovým kulérem s tím, že přídavek vanilinu, vanilky nebo cukru je možný“; přidávání cukru (ev. cukrového sirupu) je zcela běžné.
Navzdory tradičnímu spojení s brambory (používá se i spojení „bramborový rum“) se nejméně od 90. let vyrábí z melasového lihu, některé menšinové značky z obilného.
Kvůli pravidlům Evropské unie o značení potravin, která umožňují použít název „rum“ jen pro pravý destilát z cukrové třtiny, bylo od 1. ledna 2003 nahrazeno druhové označení rum tuzemský označením tuzemák. Lihovina se od tohoto data prodávala pod názvem tuzemák, tuzemský (s vynecháním substantiva), vzácněji i dalšími, které na slovo rum odkazují, ale obcházejí ho (Bum, R. U. M. – v narážce na zažitou žertovnou zkratku „rozumně uložená měna“, atp.).
Obsah alkoholu před rokem 1989 býval 40 procent. Po privatizaci a decentralizaci výroby lihovin, na něž se přestaly vztahovat oborové normy, bylo nejpozději vyhláškou č. 335/1997 Sb. stanoveno minimum pouze 37,5 procenta v rámci sbližování s legislativou EU, jejíž nařízení stanoví tuto hranici pro pravý rum, vodku, gin a další podobné lihoviny. Následně řada výrobců obsah alkoholu snížila na 38, resp. 37,5 procent; v některých případech ještě níže, takže zcela přestali používat označení „tuzemák“ a zvýrazňují spíše vlastní značku.
Tuzemák se často míchá s Kofolou; nápoj je někdy nazýván „Božkov libre“ nebo „Checo libre“[zdroj⁠?!] podle amerického Cuba Libre.

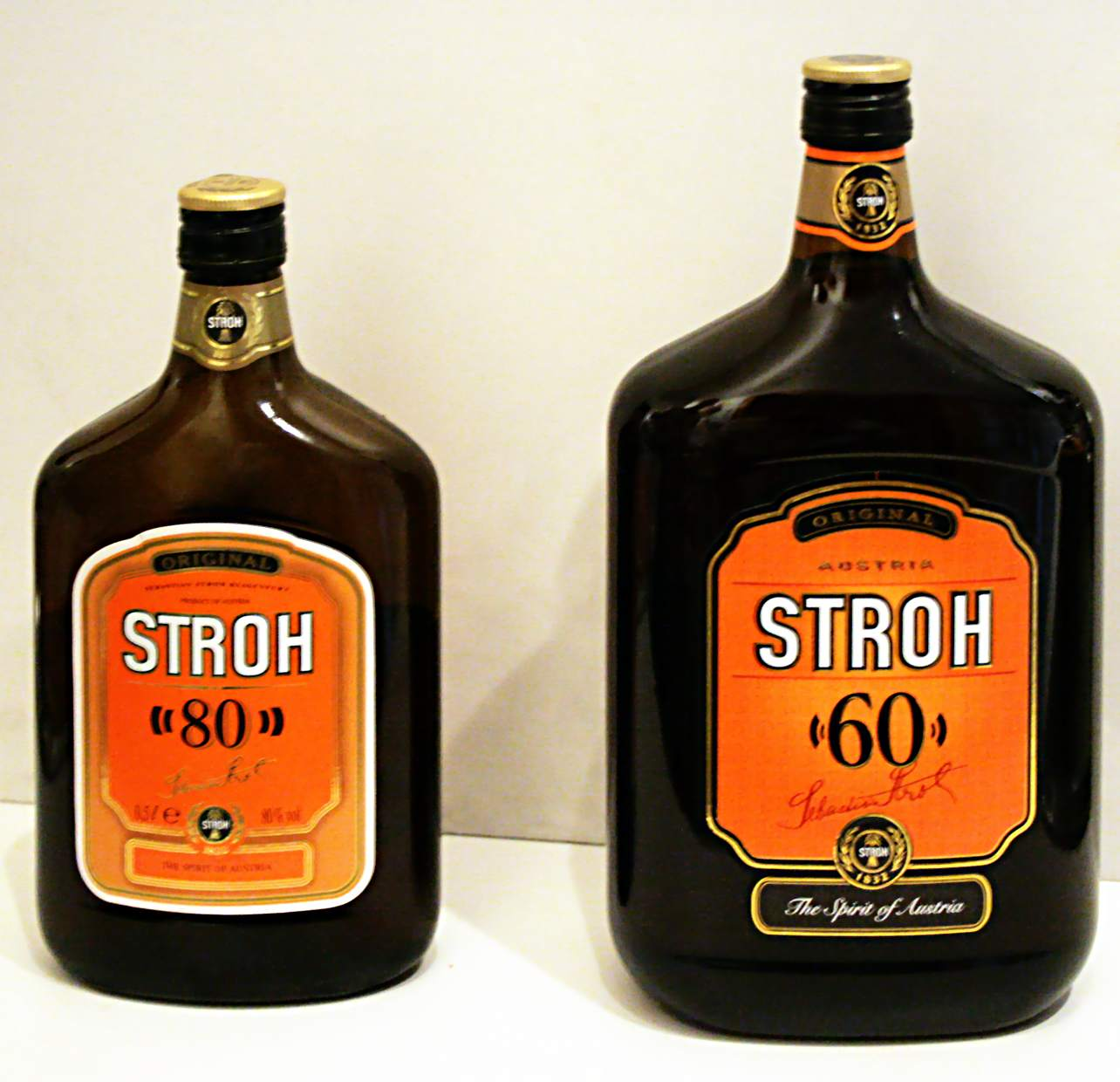
Rakouský Stroh: zploštělá půlitrovka 80 % a větší litrovka 60 %

## Historie
Pravý rum je destilát ze zkvašené cukrové třtiny (přesněji z melasy nebo přímo z třtinové šťávy). V rakouské monarchii a některých dalších státech Evropy se v 19. století začala vyrábět náhražka pravého rumu (Sebastian Stroh v roce 1832). Vyrábí se z potravinářského lihu (přidáním rumové tresti a dalších dochucovadel) a má většinou výraznější chuť než pravý rum. Původně byl náhražkový rum označován jako „čajový rum“, „rum na vaření“, později jako „tuzemský rum“ podle německého přívlastku Inländer (v Rakousku); v dalších zemích monarchie se používaly obdobné – v Chorvatsku Domači, případně Čajni, v Maďarsku Tea-rum.

### Snížení obsahu alkoholu
Od roku 2006[zdroj?] postupně snížila procento alkoholu většina likérek, několik zachovalo 40 procent, což je stále považováno za tradiční hodnotu, která dá nejlépe vyniknout senzorické vlastnosti rumu.[zdroj?]
Stock Plzeň – Božkov
- Božkov Tuzemský – sníženo na 37,5 procent alkoholu ve značce „Božkov Originál“; značka „Božkov Tradiční“ má dokonce pouze 35 % a je tedy prodávána jako „lihovina“,[14] nikoli „tuzemák“, stejně jako další nížeprocentní ochucené výrobky v řadě (kávový, mandlový aj.)

St. Nicolaus, Liptovský Mikuláš
- Tuzemský um (řada Klasik) – zachována tradiční hodnota 40 procent

Likérka Nezdenice
- Tuzemák jemný – z původních 40 procent sníženo na 38 procent

Fruko-Schulz
- Tuzemák jindřichohradecký – z původních 40 procent sníženo u vybraných druhů na 37,5 procenta

Palírna U Zeleného stromu (dříve Granette a Starorežná)
- Hanácká Tuzemský – sníženo na 37,5 procenta
- Hanácká Tuzemský tradiční – zachováno 40 %[15]

## Zdravotní nebezpečí
Rumové aroma se vyrábí zahříváním pyrolyzního oleje ze dřeva s ethanolem, oxidem manganičitým a kyselinou sírovou; obsahuje až 84 různých organických látek V srpnu 2017 Evropský úřad pro bezpečnost potravin (EFSA) zveřejnil studii, podle které rumová esence může obsahovat látky podezřelé z genotoxických účinků. Dle české hygieničky Evy Gottvaldové byly složky rumové esence rozděleny do 12 skupin a u čtyř z nich byla identifikována rizika. Dle Edwarda Braye, mluvčího EFSA, mohou být acetaldehyd, furan a některé další složky rumové esence karcinogenní. V roce 2018 bylo zavedeno ustanovení, že „lihovina, která […] obsahuje destilát z dřevního octa, se označí informací o specifickém riziku spojeném s přítomností této látky.“
Ethyl-formiát (ethylester kyseliny mravenčí) sám o sobě není považován za rizikové potravinářské aditivum.

## V kultuře

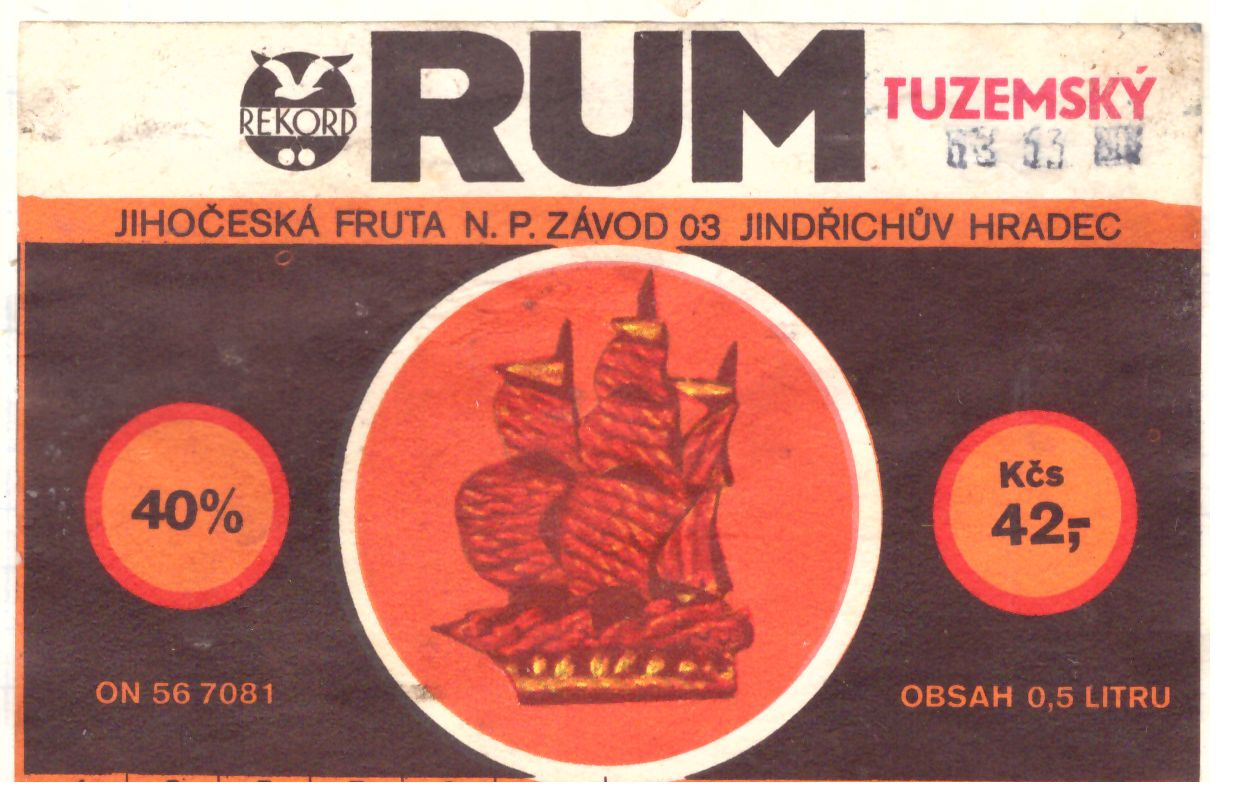
Etiketa jindřichohradeckého rumu s plachetnicí z 80. let

Spisovatel Jiří Hájíček nazval román odehrávající se v současném Českém Krumlově a okolí Plachetnice na vinětách s odkazem na tradiční design lahví tuzemáku:
 […] došli až ke studni. „Je plná flašek od rumu,“ […] ukázal na hromadu lahví, „čím jdeme hloubš, tak jsou na flaškách jiný viněty. Tyhle jsou s plachetnicí, vidíš? Jihočeská Fruta, národní podnik. Ty jsou tak z osmdesátejch let, jestli se dobře pamatuju. A tady ta viněta s obrázkem kompasu, RUM EXTRA, Závod 03 Jindřichův Hradec. Čtyřicet dva korun československých za půllitrovou flašku. To budou sedmdesátý. A tady, hele: 0,7 litru, rum tuzemský konzumní, taky viněta s plachetnicí, FRUKO Jindřichův Hradec. […]“ 
 Host (nakladatelství), Brno 2020, ISBN  978-80-275-0209-7, str. 248
Už roku 2017 vydal Michal Kratochvíl knihu Plachetnice z Božkova: Autentický thriller z plzeňského podsvětí (ISBN  978-80-260-9637-5).
 […] naštvaně pohlédl na spícího chlápka na baru. Hodil čelíčko už jistě před půl hodinou […] Dokonce ani ten rum, co stál před ním, už nedopil. […] kouknul na účet a zděsil se. Bylo tam patnáct čárek plachetnice z Božkova. „Hej!” praštil chlapa ze strany do hlavy. Nic. Tak tenhle námořník už ztratil z plachet všechen vítr. […] Žádná reakce, rum ho udolal. 

Brněnská agrometalová skupina Morčata na útěku má na albu Konec řezníků v Čechách (2006) píseň „Rozumně uložená měna“, parodické přetextování „Moskau“ od Rammstein (někdy nazývanou i „Božkov“ podle refrénového sloganu).

Ema s mámou melou mák, my chlemtáme tuzemák.

Malý doušek, velký lok, kola s rumem, teplý grog.

Připlouvá k nám rumová plachetnice z Božkova,

celá už se dopila, však je jich celá flotila!

[…]

Hnědá barva, ostrá chuť, dej si láhev, v limbu buď.

Plachetnice kotvy spouští, ať nás Božkov neopouští.

## Tuzemské rumy
- Stroh  (Rakousko)